# Christian Caliandro
Christian Caliandro (Mottola, 5 aprile 1979) è uno storico dell'arte italiano.

## Biografia
Si è laureato con lode a Pisa in Lettere Moderne con una tesi su Gabriella Drudi e presso la Scuola normale superiore di Pisa in Discipline Storico-artistiche con una dissertazione su Francesco Arcangeli; nel 2006 ha conseguito il dottorato di ricerca in Storia dell’Arte Contemporanea presso l’Università di Siena.
Ha insegnato “Media e narrative urbane” presso l'Università IULM di Milano. Attualmente è docente presso l'Accademia di Belle Arti di Firenze. Nel 2008 ha pubblicato La trasformazione delle immagini: l'inizio del postmoderno tra arte, cinema e teoria, 1977- 1983 per Electa. Nel 2011 ha pubblicato Italia Reloaded. Ripartire con la cultura (Il Mulino), con Pier Luigi Sacco. Nel 2013 ha pubblicato Italia Revolution. Rinascere con la cultura all'interno della collana Agone diretta da Antonio Scurati. Ha inoltre pubblicato il libro Italia Evolution. Crescere con la cultura per i tipi di Meltemi (Collana Le Linee). Dirige la collana Fuoriuscita per Castelvecchi editore. Ha pubblicato il manuale Storie dell'arte contemporanea, (Mondadori Università, 2021), e il saggio "L'Arte Rotta" (Castelvecchi, 2022). Sulla rivista di arte contemporanea Artribune cura le rubriche Inpratica e Cinema. Collabora con alfabeta2, “Minima&moralia”, “doppiozero” e con il “Corriere del Mezzogiorno-Corriere della Sera”.

## Pubblicazioni
- Christian Caliandro, La trasformazione delle immagini: l'inizio del postmoderno tra arte, cinema e teoria, 1977-1983, Milano, Mondadori Electa, 2008,  p. 169, ISBN 9788837067908.
- Christian Caliandro, On biennials = Tutto sulle biennali, Milano, Mondadori Electa, 2010,  p. 142, ISBN 9788837074708.
- Christian Caliandro, Pier Luigi Sacco, Italia reloaded: ripartire con la cultura, 1977-1983, Bologna, Il Mulino, 2011,  p. 146, ISBN 9788815149411.
- Christian Caliandro, Depackaging: un dialogo, Roma, Depackaging, 2013,  p. 146, ISBN 9788890874208.
- Christian Caliandro, Era una notte che pioveva: Gian Marco Montesano, Bologna, Bononia University Press, 2013, ISBN 9788869231018.
- Christian Caliandro, Italia revolution: rinascere con la cultura, Bologna, Bompiani, 2013,  p. 253, ISBN 9788845273667.
- Christian Caliandro, Carl D'Alvia, L'idea del realismo, Dogana, Maretti, 2013,  p. 81, ISBN 9788889965160.[3]
- Christian Caliandro, Italia Evolution. Crescere con la cultura, Meltemi, 2018, p. 184, ISBN 8883538277
- Christian Caliandro, Storie dell'arte contemporanea, Mondadori Università, 2021, p. 262, ISBN 9788861847842
- Christian Caliandro, L'Arte Rotta, Castelvecchi, 2022, p.282, ISBN 8832906538
- Christian Caliandro, Contro l’arte fighetta, Castelvecchi, 2023, p. 160, ISBN 9788868267841